# Gherman Pântea
Gherman Pântea (1874-1968) est un homme politique et militaire russe et roumain.

## Biographie
Enseignant, journaliste, puis comme représentant du Parti politique paysan de Bessarabie, membre du Parlement roumain.
Il fut maire de Chișinău puis d'Odessa de 1941 à 1944.

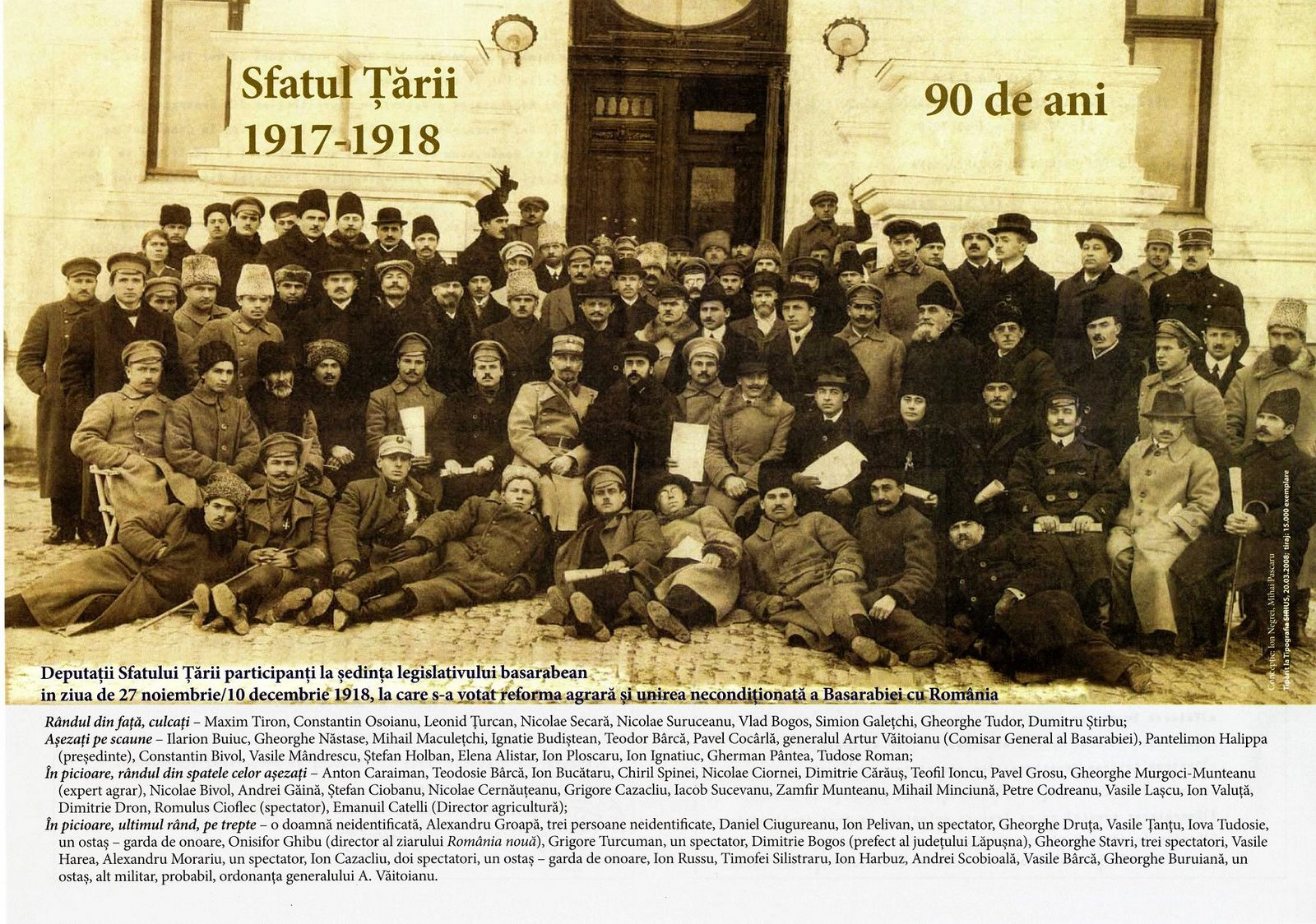
Le Palais Sfatul Țării le 10 décembre 1918 avec Gherman Pântea, Artur Văitoianu, Pantelimon Halippa, Elena Alistar, Daniel Ciugureanu.

Il fut officier dans la 9e armée impériale russe comme traducteur en roumain.